# Оперный бал
«Оперный бал» — советский телефильм-опера снятый на киностудии «Таллинфильм» режиссёром Вирве Аруоя, консультант — режиссёр-постановщик театра «Эстония» Арне Микк, а со-сценаристом и постановщиком танцев — балетмейстер этого театра Май-Эстер Мурдмаа.
По сюжету в фильме проходит бал, на котором оперные партии из произведений известных композиторов (Джузеппе Верди, Сергей Прокофьев, Моцарт, Гаэтано Доницетти, Рихард Штраус, Пётр Чайковский, Фридрих фон Флотов и другие) исполняют солисты эстонской оперы того времени:
- Маргарита Войтес
- Хендрик Крумм
- Кааль Ану
- Вольдемар Куслап
- Мати Палм
- Лидия Панова
- Тео Майсте
- Маре Йыгева
- Урве Таутс
- Дженни Сиймон
- Тийт Тралла